# Scarus altipinnis
Scarus altipinnis là một loài cá biển thuộc chi Scarus trong họ Cá mó. Loài này được mô tả lần đầu tiên vào năm 1879.

## Từ nguyên
Từ định danh của loài được ghép bởi hai từ trong tiếng Latinh là altus ("cao") và pinnis ("vây"), hàm ý đề cập đến tia vây giữa vây lưng dài hơn các tia còn lại ở cá đực.

## Phạm vi phân bố và môi trường sống
S. altipinnis có phạm vi phân bố ở Tây và Trung Thái Bình Dương. Loài này được ghi nhận ở ngoài khơi Kashiwa-jima (phía nam Kōchi, Nhật Bản), bao gồm quần đảo Ryukyu và quần đảo Ogasawara, trải dài đến hầu hết các đảo quốc và quần đảo thuộc châu Đại Dương, xa về phía đông đến quần đảo Line và đảo Ducie, giới hạn phía nam đến bờ đông Úc, đảo Lord Howe và đảo Rapa Iti, nhưng không được quan sát tại đảo Wake, quần đảo Marquises, đảo Howland, đảo Jarvis và đảo Palmyra.
Những ghi nhận về sự xuất hiện của loài này ở Philippines và Indonesia nhiều khả năng là do xác định nhầm với Scarus prasiognathos và Scarus xanthopleura.
S. altipinnis sống gần các rạn san hô viền bờ và rạn san hô trong các đầm phá ở độ sâu đến ít nhất là 50 m.

## Mô tả
S. altipinnis có chiều dài cơ thể tối đa được biết đến là 60 cm. Màng vây bao lấy tia vây mềm đầu tiên và tia gai cuối cùng ở vây lưng của cá trưởng thành vươn dài thành sợi vây, là loài duy nhất trong chi có đặc điểm này. Vây đuôi bo tròn, phát triển hai thùy đuôi dài hơn ở cá trưởng thành.
Cá đực màu xanh lục lam sẫm (màu xanh lục sáng hơn ở thân sau). Vảy có viền màu cá hồi (hồng cam). Đầu có màu cam, lốm đốm nhiều vệt chấm xanh ở xung quanh mắt. Mõm và cằm có các vệt xanh lục lam. Cá cái có màu nâu đỏ với các hàng chấm trắng ở hai bên thân. Cá con xám sẫm lốm đốm, trắng ở cuống và vây đuôi, màu vàng ở mõm.
Số gai vây lưng: 9; Số tia vây ở vây lưng: 10; Số gai vây hậu môn: 3; Số tia vây ở vây hậu môn: 9; Số tia vây ở vây ngực: 15.

## Sinh thái học
Thức ăn của S. altipinnis chủ yếu là tảo. S. altipinnis trưởng thành có xu hướng sống thành từng nhóm hoặc đàn lớn, còn cá con thường sống đơn độc. Chúng là loài lưỡng tính tiền nữ (cá đực là từ cá cái chuyển đổi giới tính mà thành).
S. altipinnis được đánh bắt để làm thực phẩm, và cũng có thể được xuất khẩu.